# Töve (by)
Töve är en by i Södra Vings socken i Ulricehamns kommun, tidigare en del av Ås härad.
Byn ligger på några kullar alldeles söder om ån Viskan. Närliggande byar är Nitta, Härna, Romsås och Hökerum. 
Bebyggelsen ligger utmed Tövevägen, en grusväg som sköts av byns vägsamfällighet. Byns östra gräns utgörs av Tövebäcken som rinner ut i Viskan.

## Etymologi
Namnet är från början sammansatt av ordet thof som på fornnordiska betyder gräs (möjligen är thof släkt med ordet tuva). Andra delen av namnet är ordet vini, som betyder betesmark, alltså gräsbetesmark, som bildar Thofvini. Namnet har förändrats med tiden och haft formerna Touffene, Töwene, Töfve för att nu vara Töve.

## Historia

### Förhistoria
Byns första invandrare kom säkert utefter ån, dels för att vattenvägarna var lättast framkomliga och dels för att fisk var en viktig del av födan. Men de som gav byn dess namn ägnade sig med säkerhet åt boskapsskötsel.

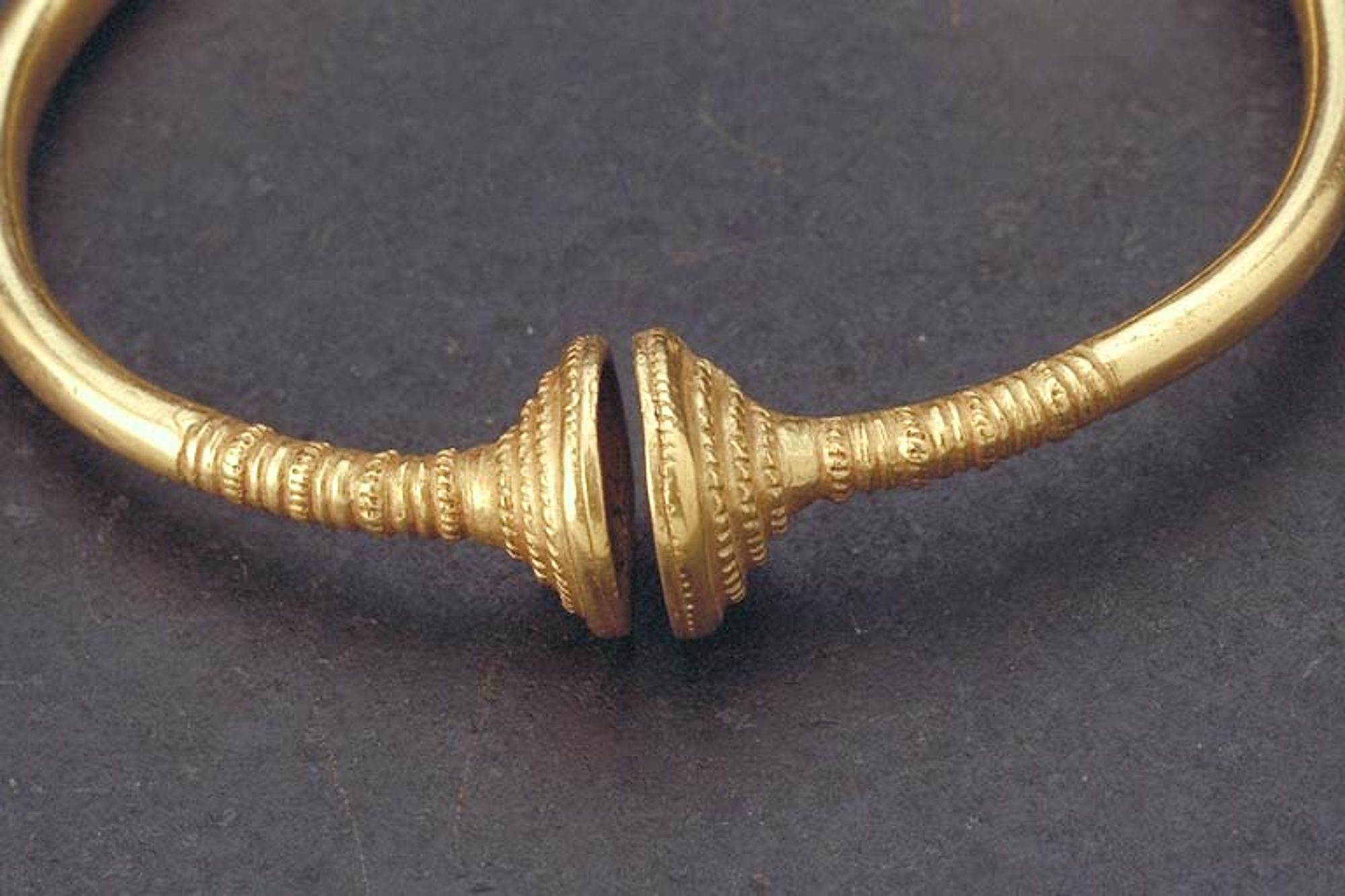
Edsring i guld från yngre bronsåldern

 Att byn varit tidigt befolkad vittnar de olika fornminnena om. Äldst är rösen och skålgropar som finns vid gårdarna Stommen och Mellomgården. De härstammar från bronsåldern för omkring 3000 år sedan. Dessutom finns gravar och en domarring som är cirka 1500 år gamla. Tre bautastenar är också kända, varav två är Bonarestenarna.
På Statens historiska museum finns en edsring i guld från yngve bronsåldern (900-700 f.Kr.) som hittats i en trädgård Töve.

### Medeltiden
Under medeltiden och fram till 1548 utgjorde byn Töve tillsammans med några andra gårdar Töve socken med kyrka i byns östra del. Kyrkan var rektangelformig och hade ett kor smalare än själva kyrkan. Den mätte 13,6 x 6m (22 x 10 alnar). Lämningar finns av kyrkans murar och bogårdsmuren. 

### 1800-talet

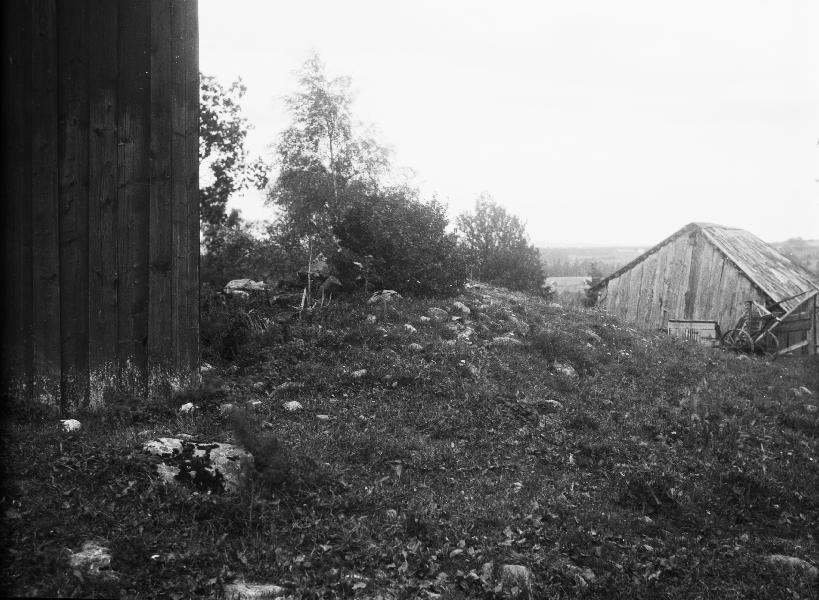
Lämningar från Töve sockenkyrka (foto från 1931 års arkeologiska inventering)

Kvarvarande murar i Töve sockenkyrka mätte 1,8m (3 alnar) innan de 1790 revs till förmån för murning av en källare vid kaptensbostället på Östergården i Härna. Vid rivningen flyttade dåvarande Östergårdens ägare, greve von Salza, en dörr och byggnadsduglig sten. Nyckeln till kyrkan förvaras sedan 1852 i en ektavla med skriften Till förvaring uti Wings sakristia i Södra Vings kyrka.
Sedan Töve under 1850-talet genomförde laga skifte, ligger byns gårdar med jämnt avstånd längs Tövevägen.

## Geografi
Byn är belägen i nordvästra delen av Södra Vings socken, på flera sidor med naturliga gränser. Norra gränsen mot Nitta och Härna utgörs av ån Viskan samt sjöarna Örsjö och Gärdsjö. Österut och delvis mot söder består gränsen av Tövebäcken och dess bitvis djupa dalgång som är särskilt tydlig i Tövelia, där bäcken korsar Tövevägen. Öster och söder om byn finns Romsås och Hulegårdarna. Västerut ligger gården Haga.
Töves gårdar ligger på en höjdsträckning med en svag lutning från den östligaste gården, Stommen, till den västligaste, Bosgården. Det innebär att gårdarnas åkrar sluttar brant ner mot Viskans dalgång, en lutning av avtar västerut. Norr om Tövevägen förekommer företrädesvis åkermark, medan skogsmark sträcker sig i genomsnitt 1,5km söderut från vägen.

### Inlandsisen
Töve har, precis som många andra delar av landet, påverkats av senaste istiden. Det finns flera spår av strandkanter till issjöar, som bildats när isen smält och vatten ansamlats mellan iskanten och höjder söder om kanten. Det som utmärker sig mest är dock de tappningsrännor som uppstår när smältvatten plötsligt bryter igenom isen. Dessa rännor löper norrut mot Viskans dalgång.

## Kända Tövebor
- Ulla Eson Bodin, textilformgivare
- Johnny Millar,  konstnär
- Jan Töve, fotograf